# قائمة قلاع إسرائيل

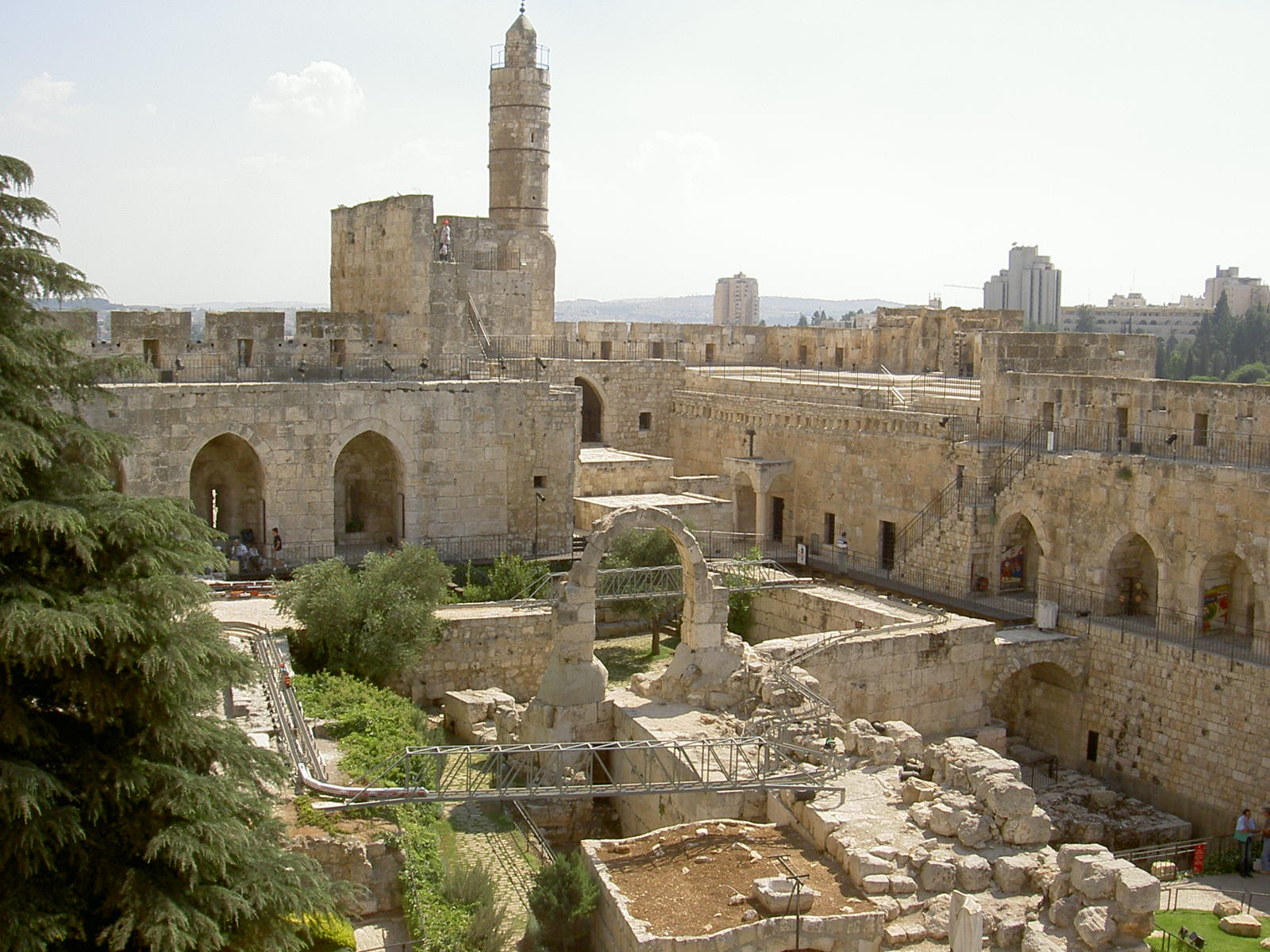
برج القلعة

القَلْعَة هو حصن منيع يشيَّد في موقع يصعب الوصول إليه، وغالبًا ما يكون على قمة جبل أو مشرفًا على بحر، وقد وجد بعضها مشيداً على أرض منبسطة.

## قائمة قلاع إسرائيل
تحتوي هذه القائمة على أسماء القلاع في إسرائيل.
- أرسوف

- برج القلعة

- قاقون (قرية)
- قلعة المنتفورت
- قلعة عتليت